# Karl-Heinz Schmiel
Karl-Heinz Schmiel (* 28. November 1948) ist ein deutscher Spieleautor und Mitbegründer des Spieleverlags Hans im Glück.

## Leben
Schmiel ist ausgebildeter Erzieher und studierte auf Lehramt sowie das Fach Elektrotechnik. Nach dem Studium arbeitete er als Elektroingenieur bei Siemens, später als Pädagoge in einer Kindertagesstätte.
1983 plante Schmiel mit Bernd Brunnhofer, einen Spieleladen zu eröffnen, was aber nicht realisiert wurde. Im selben Jahr entwickelten beide gemeinsam das Spiel Dodge City, welches in einer Erstauflage von 150 Stück selbst produziert wurde. Die beiden gründeten zu diesem Zweck in München den Hans im Glück Verlag. 1987 zog sich Schmiel aus dem Verlag zurück und arbeitete wieder in seinem Beruf als Erzieher. 1988 gründete er dann in München den Verlag Moskito Spiele, über den er bis heute die meisten seiner Spiele vertreibt. Auf der Essener Publikumsmesse „Spiel“ war er seither nahezu jedes Jahr mit einer Neuentwicklung vertreten. Mit Brunnhofer ist Schmiel noch immer befreundet und zeitweise auch Tester bei Hans im Glück. Von 1993 bis 1995 war Schmiel zweiter Vorsitzender der Spieleautorenzunft.

## Auszeichnungen
- Spiel des Jahres
  - 1994: Was sticht?, Auswahlliste
  - 1998: Die Macher, Auswahlliste
  - 2010: A la carte, nominiert
- Deutscher Spiele Preis
  - 1990: à la carte, 2. Platz
  - 1992: Extrablatt, 8. Platz
  - 1994: Was sticht?, 6. Platz
  - 1998: Die Macher, 9. Platz
  - 2008: Tribun, 5. Platz
- À la carte Kartenspielpreis
  - 1994: Was sticht?, 2. Platz
- Essener Feder
  - 1998: Die Macher
- Niederländischer Spielepreis
  - 2001: Attila, nominiert
- Gamers Choice Award
  - 2001: Attila, nominiert
- International Gamers Award
  - 2008: Tribun, nominiert
- Spiel der Spiele

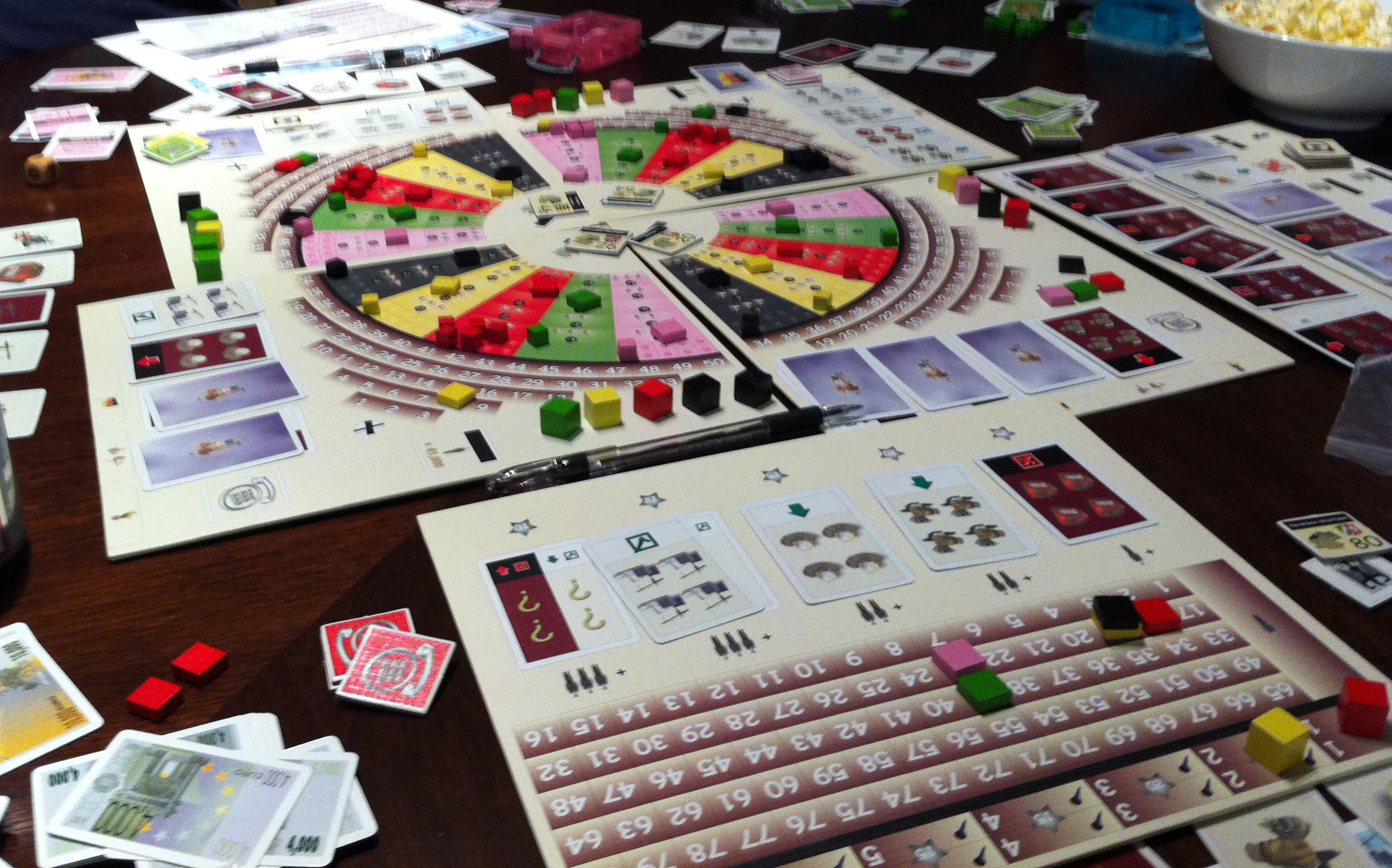
Die Macher

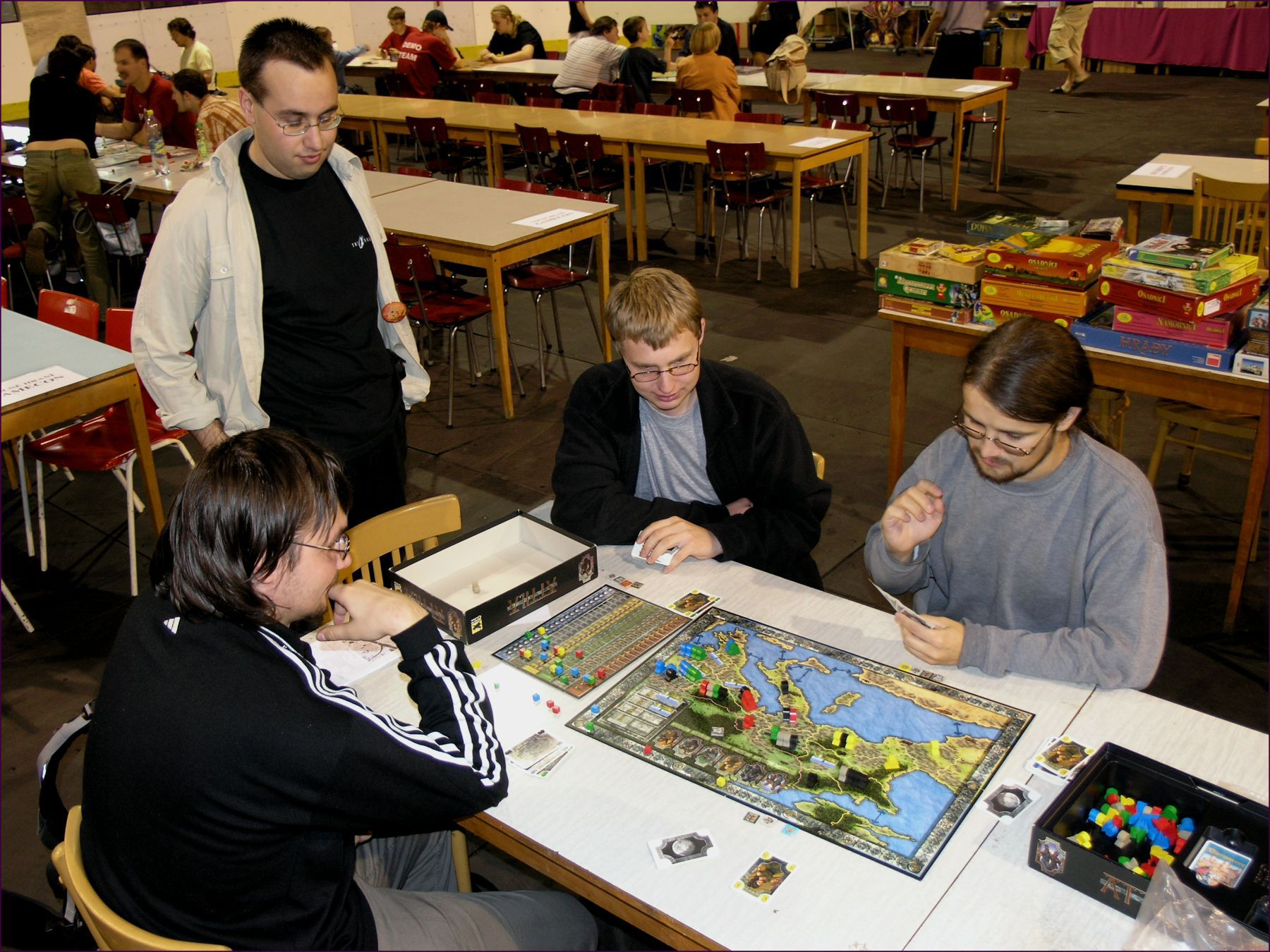
Attila

  - 2008: Tribun, Spiele Hit für Familien
  - 2010: A la carte, Spiele Hit für Familien

## Ludographie
| - 1983: Dodge City (mit Bernd Brunnhofer), Hans im Glück - 1984: Radar Flop (mit Bernd Brunnhofer), Beilage zur Spielbox 4/1984 - 1985: Dippi Totale (mit Bernd Brunnhofer), Hans im Glück - 1986: Die Macher, Hans im Glück - 1987: Till Eulenspiegel, Mattel - 1987: Suppenkasper, Mattel - 1988: Lieber bairisch sterben, Moskito - 1988: à la carte, Moskito - 1990: Tyranno Ex!, Moskito - 1991: Extrablatt, Moskito - 1992: Tyranno Ex, Avalon Hill | - 1992: Wellenschlag, Deutsche Umwelthilfe - 1992: Packen wir's!, Moskito - 1993: Was sticht?, Moskito - 1994: Das regeln wir schon!, Moskito - 1994: Zong, Ravensburger - 1995: 101 Dalmatiner, Schmidt Spiele - 1995: Kunststücke, Moskito - 1995: Das Zeitungsspiel, Spiele-Agentur - 1996: Sing Sing, Moskito - 1997: Die Macher, Hans im Glück - 2000: Attila, Hans im Glück | - 2005: Sankt Petersburg – Das Bankett, Beilage zur Spielbox 6/2005 - 2006: Die Macher, Valley Games - 2007: Tribun, Moskito/Heidelberger Spieleverlag - 2007: Extrablatt, Valley Games - 2008: Tribun – Die Brutier Erweiterung, Moskito/Heidelberger - 2009: A la carte, Moskito/Heidelberger - 2009: Cardcassonne (mit Klaus-Jürgen Wrede), Hans im Glück - 2010: A la carte – Dessert, Moskito/Heidelberger - 2010: A la carte – Die Beilage, Beilage zur Spielbox 4/2010 - 2012: Powarosima / Potarutomm, Beilage zur Spielbox 4/2012/W. Nostheide Verlag GmbH - 2014: Sankt Petersburg (Neuauflage) |